# Дискография Nautilus Pompilius
Nautilus Pompilius («Наути́лус Помпи́лиус») — советская и российская рок-группа. Основана в Свердловске (ныне Екатеринбург), официально в 1982—1983 годах, когда началась совместная работа Вячеслава Бутусова и Дмитрия Умецкого над первым альбомом «Переезд».

## Студийные альбомы
| Год  | Альбом                                                        |
| ---- | ------------------------------------------------------------- |
| 1983 | Переезд - Формат: бобина                                      |
| 1985 | Невидимка - Формат: бобина                                    |
| 1986 | Разлука - Формат: бобина                                      |
| 1989 | Князь тишины - Лейбл: Мелодия - Формат: LP                    |
| 1990 | Наугад - Формат: CS                                           |
| 1991 | Родившийся в эту ночь - Лейбл: МП «Русский диск» - Формат: LP |
| 1992 | Чужая земля - Лейбл: МП «Русский диск» - Формат: LP           |
| 1994 | Титаник - Лейбл: Jam Sound Productions - Формат: CD           |
| 1995 | Человек без имени - Лейбл: APEX Records - Формат: CD          |
| 1995 | Крылья - Лейбл: APEX Records - Формат: CD                     |
| 1997 | Яблокитай - Лейбл: DANA Music - Формат: CD                    |
| 1997 | Атлантида - Лейбл: DANA Music - Формат: CD                    |
| 2022 | Яблокитай - Лейбл: Отделение Выход - Формат: 2LP              |
| 2022 | Титаник - Лейбл: Отделение Выход - Формат: 2LP                |

- Концертные альбомы

| Год  | Альбом                                                     | Список композиций |
| ---- | ---------------------------------------------------------- | --- |
| 1987 | Подъём - Лейбл: Tutti Records - Формат: CD                 | Список 1. «Разлука» — 2:26 2. «Мальчик Зима» — 2:16 3. «Князь тишины» — 3:35 4. «Казанова» — 3:08 5. «Взгляд с экрана» — 4:31 6. «Падал тёплый снег» — 2:43 7. «Синоптики» — 4:17 8. «Эта музыка будет вечной» — 4:22 9. «Я хочу быть с тобой» — 4:20 10. «Шар цвета хаки» — 2:50 11. «Скованные одной цепью» — 3:32 12. «Последнее письмо» — 4:27 |
| 1988 | Раскол - Лейбл: Jeff Records - Формат: CD                  | Список 1. «Синоптики» — 4:39 2. «Мальчик Зима» — 2:21 3. «Бриллиантовые дороги» — 5:16 4. «Город братской любви» — 4:07 5. «Падал тёплый снег» — 3:08 6. «Чужой» — 6:16 7. «Ворота, откуда я вышел» — 3:35 8. «Мой брат Каин» — 4:15 9. «Отход на Север» — 3:42 10. «Новые легионы» — 3:16 |
| 1988 | Ни кому ни кабельность - Лейбл: Moroz Records - Формат: CD | Список Энск 1. «Разлука» — 2:52 2. «Мальчик Зима» — 2:19 3. «Князь тишины» — 3:40 4. «Казанова» — 4:10 5. «Эта музыка будет вечной» — 4:11 6. «Взгляд с экрана» — 4:22 7. «Рвать ткань» — 3:18 8. «Наша семья» — 3:09 9. «Буги с косой» — 3:10 10. «Шар цвета хаки» — 3:00 11. «Скованные одной цепью» — 3:34 12. «Последнее письмо» — 5:00 Столицы 1. «Разлука» — 1:27 2. «Синоптики» — 4:39 3. «Песня в защиту мужчин» — 4:02 4. «Песня в защиту женщин» — 3:13 5. «Доктор твоего тела» — 3:54 6. «Все кто нёс» — 6:20 7. «Хлоп-хлоп» — 4:31 8. «Стриптиз» — 5:11 9. «Бриллиантовые дороги» — 4:12 10. «Я хочу быть с тобой» — 1:09 11. «Ни кому ни кабельность» — 2:49 |
| 1988 | Отбой - Лейбл: Sintez Records - Формат: LP                 | Список 1. «Синоптики» — 4:50 2. «Мальчик Зима» — 2:24 3. «Город братской любви» — 4:12 4. «Новые легионы» — 3:12 5. «Падал тёплый снег» — 3:09 6. «Ворота, откуда я вышел» — 3:44 7. «Чужой» — 6:05 8. «Отход на Север» — 3:45 9. «Мой брат Каин» — 4:18 10. «Бриллиантовые дороги» — 5:29 |
| 1994 | Титаник Live - Лейбл: Триарий - Формат: CD                 | Список CD 1 1. «Интродукция» — 2:33 2. «Титаник» — 4:56 3. «Тутанхамон» — 4:47 4. «Негодяй и ангел» — 3:38 5. «Утро Полины» — 5:30 6. «К Элоизе» — 5:46 7. «Воздух» — 5:08 8. «20 000» — 5:31 9. «Колёса любви» — 3:18 10. «Зверь» — 6:23 CD 2 1. «Разлука» — 1:58 2. «Радиола» — 3:43 3. «Прогулки по воде» — 4:18 4. «На берегу» — 4:31 5. «Тихие игры» — 3:43 6. «Бриллиантовые дороги» — 4:33 7. «Казанова» — 4:23 8. «Я хочу быть с тобой» — 4:51 9. «Последнее письмо» — 4:54 |
| 1996 | Акустика (Лучшие песни) - Лейбл: APEX Records - Формат: CD | Список 1. «Синоптики» — 5:17 2. «Всего лишь быть» — 3:50 3. «Наша семья» — 3:10 4. «Рвать ткань» — 3:58 5. «Взгляд с экрана» — 4:40 6. «Хлоп-хлоп» — 3:56 7. «Князь тишины» — 4:14 8. «Бриллиантовые дороги» — 4:03 9. «Музыка на песке» — 3:35 10. «Тихие игры» — 3:40 11. «Эти реки» — 3:09 12. «Джульетта» — 4:56 13. «Летучая мышь» — 5:42 14. «Воздух» — 5:09 15. «Кто ещё...» — 5:01 |

## Сборники
| Год  | Альбом                                                                  | Список композиций |
| ---- | ----------------------------------------------------------------------- | --- |
| 1996 | Легенды русского рока - Лейбл: Moroz Records - Формат: CD               | Список 1. «Разлука» — 2:18 2. «Эта музыка будет вечной» — 4:32 3. «Алчи, Алчи» — 3:36 4. «Казанова» — 1:41 5. «Взгляд с экрана» — 4:15 6. «Скованные одной цепью» — 4:27 7. «Князь тишины» — 3:30 8. «Я хочу быть с тобой» — 4:18 9. «Шар цвета хаки» — 2:38 10. «Бриллиантовые дороги» — 3:40 11. «Тихие игры» — 3:19 12. «Прогулки по воде» — 3:41 13. «На берегу безымянной реки» — 4:11 14. «Летучая мышь» — 5:03 15. «Тутанхамон» — 4:47 16. «Титаник» — 5:00 17. «Дыхание» — 3:33 18. «Прощальное письмо» — 3:38 |
| 1999 | Золотой век. Лучшие песни 1986—1989 - Лейбл: DANA Music - Формат: CD    | Список 1. «Шар цвета хаки» — 2:57 2. «Казанова» — 4:20 3. «Скованные одной цепью» — 3:52 4. «Последнее письмо» — 3:41 5. «Я хочу быть с тобой» — 4:20 6. «Доктор твоего тела» — 4:34 7. «Синоптики» — 5:17 8. «Падший ангел» — 3:41 9. «Взгляд с экрана» — 4:31 10. «Хлоп-хлоп» — 4:05 |
| 1999 | Серебряный век. Лучшие песни 1991—1997 - Лейбл: DANA Music - Формат: CD | Список 1. «Тутанхамон» — 4:50 2. «Утро Полины» — 5:03 3. «Прогулки по воде» — 3:44 4. «Дыхание» — 3:44 5. «На берегу безымянной реки» — 4:14 6. «Воздух» — 5:14 7. «Бедная птица» — 4:29 8. «Заноза» — 4:39 9. «Человек на луне» — 4:56 10. «Живая вода» — 3:05 11. «Титаник» — 5:03 12. «Одинокая птица» — 4:48 13. «Во время дождя» — 3:33 14. «Большое сердце (remake)» — 5:01 15. «Атлантида (remix)» — 5:20 |
| 1999 | Лучшие песни - Лейбл: Moroz Records - Формат: CD                        | Список 1. «Стриптиз» — 4:49 2. «Доктор твоего тела» — 4:34 3. «Князь тишины» — 3:33 4. «Я хочу быть с тобой» — 4:20 5. «Скованные одной цепью» — 4:17 6. «Взгляд с экрана» — 4:26 7. «Падал тёплый снег» — 2:49 8. «Бриллиантовые дороги» — 3:45 9. «Отход на север» — 3:22 10. «Город братской любви» — 4:07 11. «Как падший ангел» — 3:16 12. «Чёрные птицы» — 3:22 13. «Наша семья» — 3:09 14. «Рвать ткань» — 3:18 15. «Все, кто нёс» — 2:49                                                                       |

## Синглы
| Год  | Альбом                                              | Список композиций |
| ---- | --------------------------------------------------- | --- |
| 1994 | Титаник - Лейбл: Jam Sound Productions - Формат: CD | Список 1. «Тутанхамон» — 4:51 2. «Негодяй и ангел» — 3:45 3. «Утро Полины» — 5:03 4. «Прогулки по воде» — 5:08 5. «Утро Полины (инструментал)» — 5:03 |
| 1995 | Крылья - Лейбл: APEX Records - Формат: CD           | Список 1. «Крылья» — 3:29 2. «Жажда» — 3:07 3. «Человек на луне» — 4:56 4. «Кто ещё...» — 4:19                                                        |

## Видеоальбомы
| Год  | Название                                        | Формат |
| ---- | ----------------------------------------------- | ------ |
| 1988 | Концерт в БКЗ «Октябрьский»                     | VHS    |
| 1993 | Вечеринка «Наутилус Помпилиус» / Концерт «Чайф» | VHS    |
| 1993 | Концерт в ГЦКЗ «Россия»                         | VHS    |
| 1996 | Акустика. Лучшие песни                          | VHS    |
| 1997 | Последнее плавание                              | VHS    |
| 2002 | Музыка под водой                                | DVD    |
| 2011 | Наутилус Помпилиус. Grand Collection            | DVD    |

## Видеоклипы
| Год  | Название                      | Режиссёр(ы)         |
| ---- | ----------------------------- | ------------------- |
| 1984 | «Пыль снежная»                | — (Свердловское ТВ) |
| 1987 | «Взгляд с экрана»             | Алексей Балабанов   |
| 1989 | «Боксёр Пахомов»              | Виктор Титов        |
| 1990 | «Джульетта»                   | Владислав Быков     |
| 1990 | «Музыка на песке»             | Владислав Быков     |
| 1990 | «Бриллиантовые дороги»        | Владислав Быков     |
| 1991 | «На берегу безымянной реки»   | Анатолий Берсенев   |
| 1991 | «Прогулки по воде»            | Олег Ракович        |
| 1992 | «Прогулки по воде»            | Анатолий Берсенев   |
| 1992 | «Чистый бес»                  | Алексей Балабанов   |
| 1994 | «Титаник»                     | Геннадий Акименко   |
| 1995 | «Крылья»                      | Борис Деденев       |
| 1995 | «Кто ещё»                     | Игорь Перин         |
| 1996 | «Одинокая птица» (неизданный) | Андрей Лукашевич    |
| 1997 | «Во время дождя»              | Алексей Балабанов   |
| 1997 | «Нежный вампир»               | Билл Нельсон        |

## Трибьюты
| Год  | Альбом                                                       | Список композиций | Примечание                                                      |
| ---- | ------------------------------------------------------------ | --- | --------------------------------------------------------------- |
| 1993 | Отчёт 1983—1993 - Лейбл: Jeff Records - Формат: CD           | Список 1. «Я хочу быть с тобой» — 4:22 2. «Эта музыка будет вечной» — 3:17 3. «Алчи, Алчи» — 1:46 4. «Ястребиная свадьба» — 3:20 5. «Падал тёплый снег» — 5:47 6. «Летучий фрегат» — 3:54 7. «Песня в защиту женщин» — 3:49 8. «Всего лишь быть» — 4:03 9. «Бриллиантовые дороги» — 3:45 10. «Прогулки по воде» — 3:27 11. «Синоптики» — 3:39 12. «Я хочу быть с тобой» — 5:38 13. «Последнее письмо» — 3:49 |                                                                 |
| 2008 | Нау Бум - Лейбл: Мистерия Звука - Формат: CD                 | Список Нау Бум 1. «Скованные одной цепью» — 3:29 2. «Падал тёплый снег» — 3:08 3. «Всего лишь быть» — 3:24 4. «Кто ещё» — 4:21 5. «Отход на север» — 3:04 6. «Нежный вампир» — 4:34 7. «Джульетта» — 4:04 8. «Взгляд с экрана» — 4:45 9. «Небо и трава» — 4:42 10. «Колёса любви» — 2:45 11. «Стриптиз» — 4:05 12. «Чёрные птицы» — 2:42 Mutatis Mutandis 1. «Хлоп-хлоп» — 3:50 2. «Шар цвета хаки» — 3:35 3. «Титаник» — 3:25 4. «Взгляд с экрана» — 4:44 5. «Воздух» — 4:41 6. «Скованные одной цепью» — 4:54 7. «Эта музыка будет вечной» — 3:47 8. «Доктор твоего тела» — 3:43 9. «Падший ангел» — 3:13 10. «Я хочу быть с тобой» — 5:26 |                                                                 |
| 2014 | НауРок - Лейбл: Первое музыкальное Издательство - Формат: CD | Список 1. «Интро (Обращение Бутусова Вячеслава к зрительному залу)» — 0:17 2. «Одинокая птица» — 4:48 3. «Отход на север» — 3:37 4. «Всего лишь быть» — 4:04 5. «Тутанхамон» — 5:16 6. «Кто ещё...» — 5:41 7. «Титаник» — 4:47 8. «Утро Полины» — 5:45 9. «Хлоп-хлоп» — 3:25 10. «Скованные одной цепью» — 5:06 11. «Я хочу быть с тобой» — 5:06 12. «Битва с магнатом» — 3:21 |                                                                 |
| 2017 | Иллюминатор                                                  | | Трибьют на стихи Кормильцева. 7 песен - из репертуара Наутилуса |

## Демо
| Год  | Альбом | Список композиций |
| ---- | --- | --- |
| 1996 | Титаник на Фонтанке - Лейбл: APEX Records - Формат: CD - Примечание: Альбом записан музыкантами Nautilus Pompilius и Аквариума. | Список 1. «Тутанхамон» (акустическая версия) — 4:25 2. «Титаник» — 4:25 3. «Воздух» — 5:12 4. «Негодяй и ангел» — 3:29 5. «Колёса любви» — 5:04 6. «К Элоизе» — 6:46 7. «Зверь» — 7:07 8. «Утро Полины» (инструментал) — 5:00 9. «Я хочу быть с тобой» — 5:08 10. «Тутанхамон» (dance mix) — 4:57 |

## Совместные издания
| Год  | Альбом | Список композиций | Примечание   |
| ---- | --- | --- | ------------ |
| 1987 | Подольск-87 | | Издан в 2012 |
| 1988 | Наутилус Помпилиус / Бригада С - Лейбл: Мелодия - Формат: LP - Примечание: Совместный релиз Nautilus Pompilius и Бригады С. | Список Сторона 1 1. «Эта музыка будет вечной» — 4:04 2. «Взгляд с экрана» — 4:21 3. «Я хочу быть с тобой» — 4:10 4. «Шар цвета хаки» — 2:45 5. «Круговая порука» — 3:40 Сторона 2 1. «Я — Фантомас» — 4:33 2. «Наследник эпохи» — 3:50 3. «Человек в шляпе» — 4:10 4. «Бродяга» — 3:48 |              |
| 1988 | Рок-панорама-87 - Лейбл: Мелодия - Формат: LP                                                                               | Список Сторона 1 1. «Найти и потерять» — 4:57 2. «Выше голову» — 3:31 3. «Юла» — 4:00 4. «Максималист» — 3:10 Сторона 2 1. «Круговая порука» — 4:12 2. «Остров Борнео» — 6:15 3. «Весенняя массовая» — 4:45 |              |
| 1988 | Литуаника-87 - Лейбл: Мелодия - Формат: LP                                                                                  | Список Сторона 1 1. «Репетиция в путешествии» — 5:11 2. «Каменный червь» — 5:40 3. «Новые легионы» — 2:41 4. «Замало» — 5:32 Сторона 2 1. «Река» — 5:22 2. «Ссылка» — 6:22 3. «Пусть свет будет вместе с нами» — 3:13 4. «Маки» — 4:25 |              |
| 1991 | Рок против террора - Лейбл: Feelee Records - Формат: LP                                                                     | Список Сторона A 1. «Warning» — 6:46 2. «На кухне» — 5:08 3. «Кот» — 3:06 4. «Поплачь о нём» — 5:40 Сторона B 1. «Пир во время чумы» — 6:00 2. «Сколько можно терпеть» — 5:05 3. «Осколки» — 4:25 4. «Лети, лейтенант» — 4:31 Сторона C 1. «Sex Revolution» — 4:10 2. «Пожар» — 3:31 3. «Даждо» — 5:13 4. «В это» — 4:28 5. «Террорист» — 4:30 Сторона D 1. «Эти реки» — 3:04 2. «Всё в наших руках» — 3:11 3. «Чую гибель» — 4:37 4. «Эксгибиционист» — 3:48 5. «Дай мне руку» — 6:15 |              |
| 1993 | Greenpeace Rocks - Лейбл: SNC Records - Формат: LP                                                                          | Список Сторона 1 1. «Не спеши» 2. «Китай» 3. «Бум-Бум» 4. «Синоптики» 5. «Костёр» Сторона 2 1. «Come Together» 2. «Всё в наших руках» 3. «Дорожная» 4. «Актриса Весна» |              |

## Саундтреки и Фильмы
| Год  | Фильм / Сериал / Событие                | Альбом                   | Песни |
| ---- | --------------------------------------- | ------------------------ | --- |
| 1987 | «Зеркало для героя»                     | —                        | «Последнее письмо со срочной», «Казанова» |
| 1989 | «Это было у Азовского моря»             | —                        | «Я хочу быть с тобой» |
| 1989 | «Свобода — это рай»                     | —                        | «Последнее письмо» |
| 1997 | «Брат»                                  | Брат — музыка к фильму   | «Во время дождя», «Крылья», «Нежный вампир», «Три царя», «Воздух», «Люди на холме», «Матерь богов», «Хлоп-хлоп», «Чёрные птицы», «Зверь», «Люди на холме (демо)» |
| 2000 | «Брат 2»                                | Брат 2 — музыка к фильму | «Последнее письмо» |
| 2008 | «Стиляги»                               | —                        | «Скованные одной цепью» |
| 2015 | «Озабоченные, или Любовь зла» (серия 6) | —                        | «Колёса любви», «Я хочу быть с тобой» |
| 2019 | «Союз спасения»                         | —                        | «Прогулки по воде» |

Группа появляется и играет несколько песен в фильме «Раньше было другое время»

## Каверыпрофессиональных исполнителей
| Исполнитель      | Песня              |
| ---------------- | ------------------ |
| «Чёрный обелиск» | «Шар цвета хаки»   |
| «СерьГа»         | «Казанова»         |
| «Земфира»        | «Казанова»         |
| «ДДТ»            | «Прогулки по воде» |
| «Калинов мост»   | «Прогулки по воде» |
| Диана Арбенина   | «Колеса любви»     |